# Rakouská knižní cena

Logo 'Österreichischer Buchpreis'

Rakouská knižní cena (německy Österreichischer Buchpreis) je rakouské výroční literární ocenění, udělované od roku 2016. Cena vznikla po vzoru podobně koncipované Německé knižní ceny, je však určena pouze autorkám a autorům z Rakouska či těm, kteří v zemi posledních několik let žijí a tvoří. Vítěz, který vzejde z hlasování pětičlenné odborné poroty, je slavnostně vyhlášen vždy v předvečer zahájení vídeňského knižního veletrhu Buch Wien, a odměněn finanční dotací ve výši 20 000 eur. Čtveřice neúspěšných kandidátů si pak odnese po 2 500 eurech.

## Nominovaní a vítězové

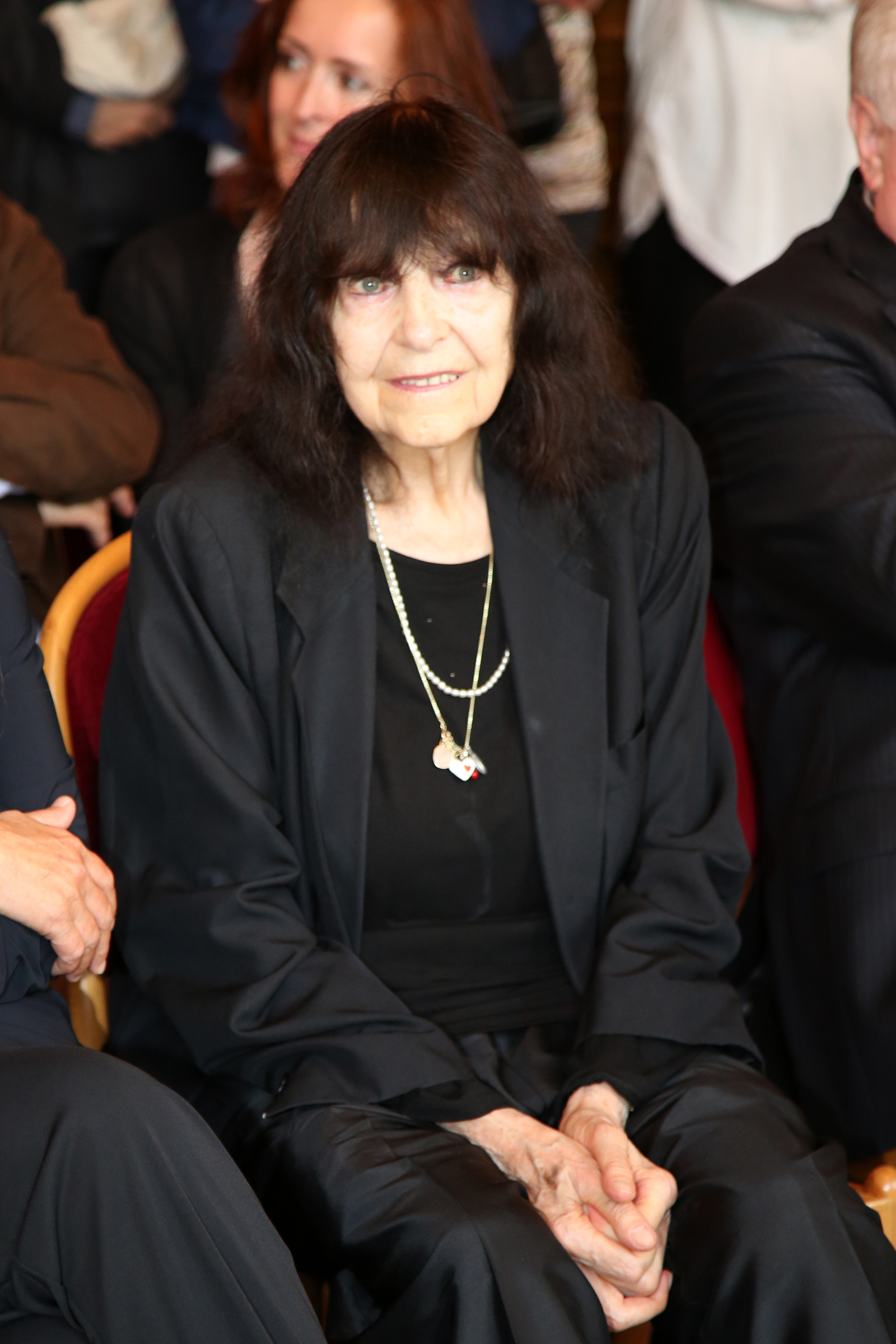
Friederike Mayröcker, vítězka prvního ročníku

### 2016
- Vítězka
  - Friederike Mayröcker: fleurs[2][3]
- Nejlepší debut
  - Friederike Gösweiner: Traurige Freiheit[2]

- Finalisté (užší nominace)
  - Sabine Gruber: Daldossi oder Das Leben des Augenblicks
  - Peter Henisch: Suchbild mit Katze
  - Anna Mitgutsch: Die Annäherung
  - Peter Waterhouse / Nanne Meyer (ilustrace): Die Auswandernden
- Širší nominace (vyjma výše uvedených finalistů)
  - Michael Köhlmeier: Das Mädchen mit dem Fingerhut
  - Kathrin Röggla: Nachtsendung
  - Daniela Emminger: Gemischter Satz
  - Reinhard Kaiser-Mühlecker: Fremde Seele, dunkler Wald
  - Ann Cotten: Verbannt!
- Nominovaní v kategorii nejlepší debut
  - Sacha Batthyany: Und was hat das mit mir zu tun? (č. A co to má co dělat se mnou?, přel. Viktorie Hanišová)
  - Katharina Winkler: Blauschmuck

### 2017
- Vítězka

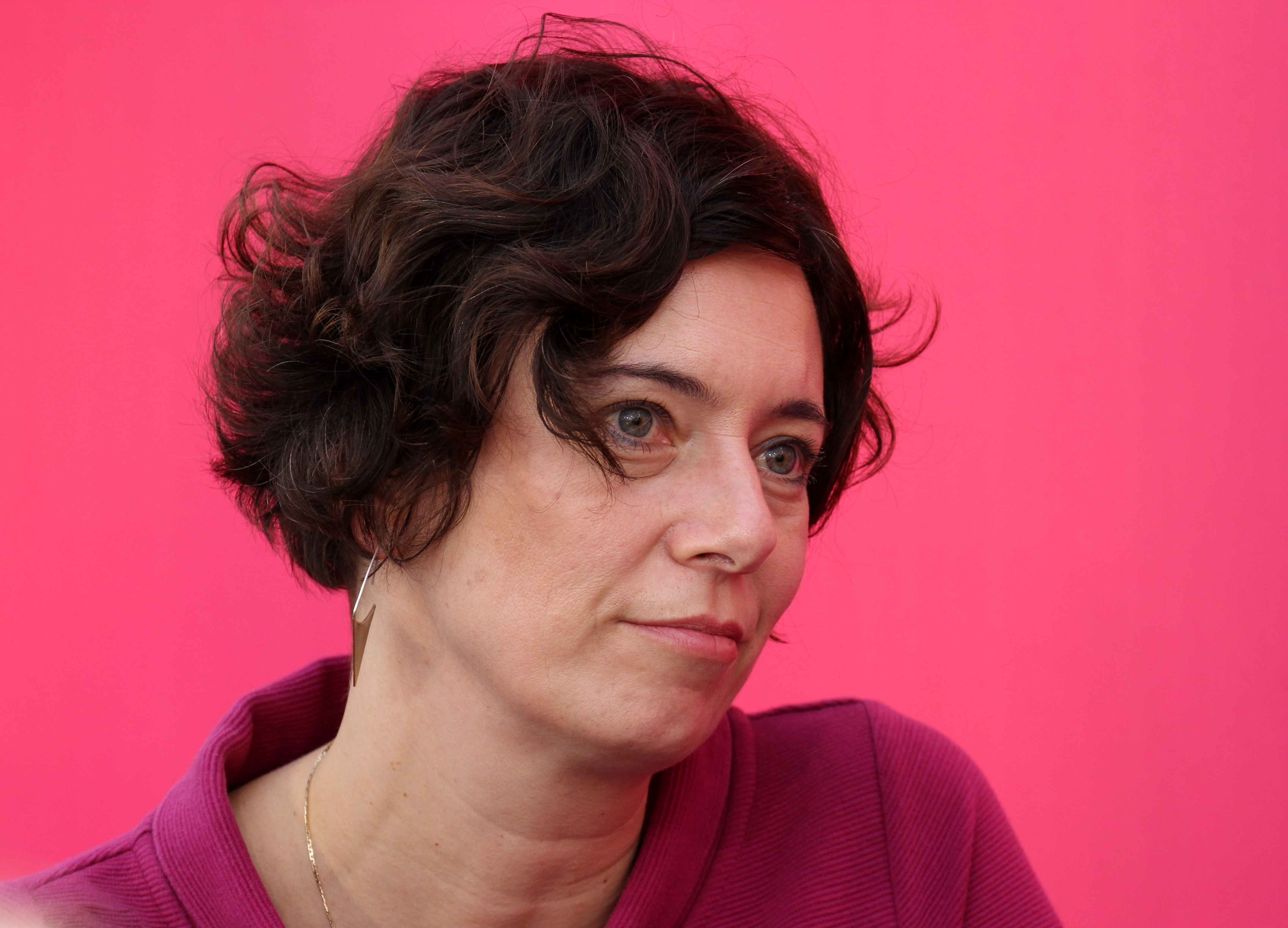
Eva Menasse

  - Eva Menasse: Tiere für Fortgeschrittene[4]
- Nejlepší debut
  - Nava Ebrahimi: Sechzehn Wörter[4]

- Finalisté (užší nominace)
  - Brigitta Falkner: Strategien der Wirtsfindung
  - Olga Flor: Klartraum
  - Paulus Hochgatterer: Der Tag, an dem mein Großvater ein Held war
  - Robert Menasse: Die Hauptstadt (č. Hlavní město, Kniha Zlín, 2019)
- Širší nominace[5]
  - Oswald Egger: Val Di Non
  - Doris Knecht: Alles über Beziehungen
  - Karin Peschka: Autolyse Wien
  - Doron Rabinovici: Die Außerirdischen
  - Franz Schuh: Fortuna: Aus dem Magazin des Glücks
- Nominovaní v kategorii nejlepší debut
  - Mascha Dabic: Reibungsverluste
  - Irene Diwiak: Liebwies